# Gestoci
La Société de Gestion des Stocks Pétroliers de Côte d'Ivoire, communément appelée Gestoci est une société anonyme à participation financière publique au capital de 240 millions de Francs CFA.

## Histoire
Le 14 septembre 1983, la GESTOCI est créée par le décret N° 83-1009 afin d'anticiper toute rupture ou crise d'approvisionnement en produits pétroliers. Elle est sous la tutelle, d'une part, du Ministère du Pétrole et de l'Energie pour l'aspect technique, et d'autre part du Ministère de l'Economie et des Finances pour le volet financier,. 
À la création de la société en 1983, la capacité de stockage en gaz butane est estimée à 2 000 tonnes[réf. souhaitée].
En 2013, elle atteint une capacité de stockage en gaz butane de 6 000 tonnes.
Le 20 décembre 2023, 162 agents de la Gestoci reçoivent une médaille d'honneur du travail des mains du ministre de l’Emploi et de la Protection Sociale, Adama Kamara.

## Missions
Les missions principales de la Gestoci consistent à :
1. stocker en qualité et en quantité des hydrocarbures pour constituer les stocks de sécurité ;
2. stocker les produits pétroliers pour le compte d'opérateurs privés nationaux et non nationaux ;
3. livrer les produits pétroliers aux distributeurs agrées ;
4. gérer et entretenir les installations, les équipements et matériels nécessaires à l'exploitation[7].

## Dépôts
Pour mener à bien ses missions, Gestoci dispose de trois dépôts sur l'étendue du territoire, d'une capacité globale de 433 400 m3.

### Dépôt du Terminal PétrolierAbidjan-Vridi"TPAV"
Le dépôt de la capitale économique ivoirienne a une capacité de 324 000 m3. Il est approvisionné par la Société Ivoirienne de Raffinage (SIR) et la Société Multinationale de Bitumes (SMB). Ce dépôt peut également recevoir ou charger des navires pétroliers à partir des quatre appontements que sont : Petroci, Puma Energy, Siap, Petroci Soutes.

### Dépôt de Bouaké
Le dépôt de Bouaké, d'une capacité de 48 000 m3, est en cours de réhabilitation[Quand ?]. Il n'est plus opérationnel depuis la crise militaro‑politique survenue en 2002 en Côte d'Ivoire.

### Dépôt de Yamoussoukro
Le dépôt de la capitale politique ivoirienne a une capacité de 61 000 m3. Il est ravitaillé en multi-produits par pipeline depuis 2014 et sa zone de desserte a été agrandie pour pallier la fermeture du dépôt de Bouaké,. Aussi ce dépôt couvre‑t‑il désormais les zones Centre, Nord, Ouest ainsi que l'hinterland (Burkina Faso et Mali).

## Organisation

### Actionnariat
GESTOCI est une société anonyme avec Conseil d'Administration dont le capital est divisé en 24 000 actions de 10 000 F CFA, reparties en deux catégories d'actions dénommées Actions A et Actions B[réf. souhaitée].
Les Actions A représentent 12,5 %  du capital social, et sont détenues pour le compte de l’État de Côte d'Ivoire par la Société Nationale d'Opérations pétrolières de Côte d'Ivoire (PETROCI). Selon l'article 14 des statuts de la société, ces actions ne sont cessibles, d'une part, qu'à des personnes morales ivoiriennes de droit public ou à des sociétés à participation publique ivoirienne majoritaire, et d'autre part qu'avec une autorisation donnée par décret pris en Conseil des Ministres.
Les Actions B représentant 87,5 % du capital social ont à l'origine été souscrites par les sept (7) sociétés distributrices de produits pétroliers présentes sur le marché ivoirien (Agpi, BP, Esso, Mobil, Shell, Texaco et Total) à hauteur pour chacune d'elles de 12,5 % du capital social. Cette structure initiale de la répartition des Actions B va subir des modifications à la suite, d'une part du rachat de la société BP par ELF-CI et d'autre part de l'absorption d'Esso par Total. À ce jour, la configuration du capital social de Gestoci pour les actionnaires de rang B se présente comme suit :
1. Total Energies Côte d'Ivoire : 37,5 % ;
2. Vivo Energy Côte d'Ivoire : 25 % ;
3. Ola Energy Côte d'Ivoire : 12,5 % ;
4. Oilibya Côte d'Ivoire : 12,5 %.

### Direction
GESTOCI est dirigé par un conseil d'administration, composé de 11 administrateurs, dont six représentants de l’État et cinq des distributeurs des produits pétroliers. La gestion opérationnelle est assurée par un Directeur Général désigné par le Conseil d'Administration. Depuis 2011, Ibrahima Doumbia assure la fonction de Directeur Général de la société.

## Clientèle
La clientèle comprend des groupements nationaux et sous-régionaux :
1. Le Groupement des Professionnels du Pétrole (GPP)
2. L'Association Professionnelle des Pétroliers de Côte d'Ivoire (APCI)
3. Les indépendants

L'ensemble de ce marché est constitué de 28 clients qui s'approvisionnent en divers produits pétroliers : super, essence, gasoil, pétrole, DDO, fuel, butane, bitume, cutback, et JET A1 .
En plus de la Côte d'Ivoire, la Gestoci approvisionne le Mali, le Burkina Faso, le Nigéria, la Gambie par des opérations de transport (camion citerne et train) et la Suisse par voie maritime.

## Prix et distinctions
En 2021, la Gestoci a été désignée meilleure entreprise du secteur du pétrolier ivoirien lors de la 8e édition de la journée nationale de l'excellence.
En 2022, elle obtient la note « Good » à la suite de l'inspection menée par le Joint Inspection Group (JIG), après avoir obtenu en 2019 la note "Satisfactory" pour la même certification.